# Zoey 101: ¿Adiós Zoey?
Zoey 101: ¿Adiós Zoey? (en inglés: Zoey 101: ¿Goodbye Zoey?) es el tercer telefilme de la serie de Nickelodeon, Zoey 101.
Se estrenó el 4 de enero del 2008, está conformada por dos episodios con continuidad de la serie, los números 50 y 51, respectivamente. Fue dirigida por Steve Hoefer.

## Sinopsis
Los padres de Zoey vienen inesperadamente a PCA para decirle a Zoey y Dustin que se mudarán a Inglaterra. La empresa del padre de Zoey está abriendo una nueva sede en Londres. Cuando les ofrecieron acompañarlos a Londres, Dustin rápidamente rechazó la oferta, pero Zoey decide pensarlo primero.
Aunque Zoey dijo "lo que Chase decida", Chase escuchó un rumor sobre Zoey. Esto hace que Chase se moleste y le rompe el corazón, entonces Zoey decide ir a Londres y salir de PCA. Antes de que se fuera, Zoey tiene un momento triste para despedirse de Lola, Quinn, Michael, Logan, Mark, Dustin y Stacey. Chase, sin embargo, no se despide de ella.
Después de que Zoey dejara PCA, Michael le hace darse cuenta a Chase de lo duro que fue con ella, por lo que él intenta comunicarse con ella, pero apagó su teléfono por estar en el avión. Al día siguiente, Lola y Quinn ven que Stacey Dillsen se mudó con ellas ocupando la cama de Zoey. Luego, Chase comienza a salir con una chica llamada Gretchen, que tiene un parecido físico más no mental con Zoey, pero Logan, Michael, Lola y Quinn la odian debido a su terrible comportamiento. Más tarde, mientras almorzaban, Logan y Michael deciden confrontar a Chase pero le advierten a Lola y Quinn que no será fácil.
Al rato, Logan y Michael ejecutan su plan y encierran a Chase en su cuarto para hablar acerca de Gretchen. El, en un principio lo negó pero más tarde aceptó que no sólo extrañaba a Zoey, sino que estaba enamorado de ella desde la primera vez que la vio. Mientras tanto en Londres, Zoey lo ve todo debido a que horas antes Michael, sin darse cuenta, activa la webcam previamente instalada por Quinn y descubre el secreto de Chase. 
En la continuidad del telefilme (que dio inicio a la cuarta y última temporada de la serie), Zoey regresa a la academia sin saber que Chase se fue a Inglaterra para buscarla y decirle todos sus sentimientos por ella, y cuando el logra conectarse con Zoey, él le explica que le rogó a sus padres para que lo transfirieran a Covington, la academia donde Zoey estaba en Inglaterra por lo menos un semestre. Después de esa explicación, aceptan tener una cita virtual en el Sushi Rox, pero en medio de la misma, el videochat se entrecorta y Zoey le pide ayuda a Quinn para arreglar la conexión. Cuando logra restablecerse la comunicación ven que la relación virtual no funcionaría, por ende, deciden esperar el semestre para volver a verse. Al final ambos se despiden diciendo "Te Amo".

## Reparto
| Actor               | Personaje       | Doblaje (Latinoamérica) |
| ------------------- | --------------- | ----------------------- |
| Jamie Lynn Spears   | Zoey Brooks     | Christine Byrd          |
| Paul Butcher        | Dustin Brooks   | Alejandro Orozco        |
| Victoria Justice    | Lola Martínez   | Alondra Hidalgo         |
| Christopher Massey  | Michael Barrett | Gabriel Ortiz           |
| Erin Sanders        | Quinn Pensky    | Gaby Ugarte             |
| Matthew Underwood   | Logan Reese     | Miguel Ángel Leal       |
| Sean Rio Flynn-Amir | Chase Matthews  | Carlos Díaz             |